# South Club
South Club (Hangul: 사우스클럽) es una banda de Corea del Sur formada en 2017 por el cantante Nam Tae-hyun. En la actualidad, la banda la componen cuatro miembros: líder, vocalista, guitarrista, compositor y productor Nam Tae-hyun, bajista Jung Hoe-Min‚ batería lee Dong-keun y Kang Min-Jun guitarrista . South Club debutó con su primer sencillo «Hug me» el 26 de mayo de 2017, el cual fue incluido en su primer sencillo 90.

## Historia

### Formación
Tras la partida de Nam Tae-hyun de su antiguo grupo el 26 de noviembre de 2016, este decidió continuar con la música formando una banda. Tae-hyun publicó en línea un anuncio para reclutar miembros, aunque al final conoció a quien sería su futuro compañero de grupo Kim Eui-myeong en una iglesia. Kim Eui-myeong más tarde presentó a Nam Tae-hyun a sus amigos músicos: Kang Kunku, Jang Won-young y Choi Yun-hee. Juntos formaron la banda original de 5 miembros. Además de Tae-hyun quien ya tenía experiencia en la industria del entretenimiento, sus compañeros Kang Kunku y Kim Eui-myeong eran exmiembros de otro grupo. Jang Won-young ha sido una gran ayuda para ellos hasta el día de hoy también.
Su primer concierto fue anunciado por Tae-hyun en línea el 25 de marzo de 2017 junto al nombre oficial del grupo, "South Club". La formación de la banda se confirmó y Nam Tae-hyun estableció una compañía discográfica llamada "South Buyers Club" bajo su nombre con el propósito de promover el estilo musical que a él le gusta. De esta manera, Tae-hyun se convirtió en el actual líder y compositor principal, mientras que los otros miembros añaden su propio estilo en cada una de las canciones.

### 2017: El comienzo, sencillo90
South Club debutó el 26 de mayo del 2017 con su primer sencillo «Hug me», una canción melancólica que viene a expresar la soledad de la gente. Este primer sencillo recibió una buena recepción de los fanes y otros artistas y, a partir de ese momento, el grupo empezó a tocar en varios eventos y festivales. El 18 de junio, South Club tuvo su primer concierto público en el festival de música "Smile, Love, Weekend", donde dieron un avance y tocaron las canciones que habían preparado para su primer sencillo. Su primer sencillo con 7 canciones, 90, fue lanzado el 27 de junio. South Club describió su estilo de música como rock alternativo con base en el blues. Junto al álbum, también se estrenaron tres videos musicales: "Dirty house" (더러운 집), "I Got the Blues" y "Liar". En este álbum se encuentran canciones en las que se habla sobre ser joven y libre. Por su estilo musical, se puede ver claramente la influencia de bandas de rock de los noventa, como Nirvana.

El 8 de julio del 2017, la banda publicó su segundo sencillo "NO" junto al video musical que fue publicado en la cuenta oficial de YouTube de South Club.
Más tarde ese año, Choi Yun-hee no fue vista tocando con la banda. El 16 de septiembre, Nam Tae-hyun anunció que la tecladista Choi Yun-hee dejaba la banda debido a motivos personales y que South Club seguiría adelante con sólo cuatro miembros.
Tras esto, South Club tuvo varios conciertos en vivo y recitales al aire libre por Corea del Sur. Empezaron a comunicarse con fanes del extranjero y prepararon tres reuniones de fanes en Tokio, Bangkok y Taipéi, en las cuales recibieron una calurosa acogida. El 18 y 19 de noviembre, South Club realizó su primer concierto propio oficial en Seúl, con las apariciones de 10cm, Heize y Nam Dong-hyun como invitados.
Su tercer sencillo "누굴 위한 노래인가요 (Who Is This Song For?)" fue lanzado a través de varios sitios web musicales el 5 de diciembre. La canción está basada en una historia de amor personal de Nam Tae-hyun en la que pretendió al principio que fuese una canción dulce de amor. Tras la partida de su amor, sin embargo, Tae-hyun reescribió la canción de manera que el tema principal fuese la soledad.

### 2018–presente: Gira europea, gira por Japón y otros planes
A principios de este año, Tae-hyun anunció en su propio programa de radio que South Club estaría de gira por Europa, visitando Londres, París, Colonia y Madrid en abril.
El 27 de enero, la banda organizó su primera reunión de fanes del año en Hong Kong, en la cual se dijo que Taehyun había grabado un video musical para su nuevo álbum en Hong Kong.
Unas semanas más tarde, South Club anunció que el bajista Kim Eui-myeong dejaba la banda debido a motivos personales. Seguidamente, la banda subió un video informando que ya tenían un nuevo bajista. Al día siguiente, el 18 de febrero, South Club tocó en el concierto del Rolling Hall por su vigésimo tercer aniversario con su nuevo bajista, Nam Dong-hyun.
El 28 de marzo, South Buyers Club reveló que South Club estaría de gira en varias ciudades de Japón.
Regreso con Tercer Mini Álbum "Contact Information"
El grupo regresa con nuevo material el 24 de octubre. Contact Information cuenta con cuatro canciones.

## Miembros

### Miembros actuales
- Nam Tae-hyun (남태현) - Vocalista, compositor, liricista, guitarrista
- Jung Hoe Min - Bajista
- Lee Dong Keun - Batería
- Kang Min Jun- Guitarrista

### Exmiembros
- Kim Eui-myeong (김의명) - Bajista, compositor
- Choi Yoon Hwi / Yuni (Tecladista)

## Discografía

### EPs
| Título | Detalles                                                                                                   | Pocisionamiento en listas | Ventas        |
| Título | Detalles                                                                                                   | KOR                       | Ventas        |
| ------ | --- | ------------------------- | ------------- |
| 90     | - Fecha: 27 de junio de 2017 - Sello: South Buyers Club, NHN Entertainment - Formato: CD, descarga digital | 4                         | - KOR: 5,155+ |

### Singles
| Título                                        | Año  | Posicionamiento en listas | Álbum |
| Título                                        | Año  | KOR                       | Álbum |
| --------------------------------------------- | ---- | ------------------------- | ----- |
| "Hug Me"                                      | 2017 | —                         | 90    |
| "No" (아니)                                   | 2017 | —                         |       |
| "Who’s This Song For?" (누굴 위한 노래인가요) | 2017 | —                         |       |

### Videos musicales
| Año  | Título            | Álbum |
| ---- | ----------------- | ----- |
| 2017 | "Hug Me"          | 90    |
| 2017 | "Dirty House"     | 90    |
| 2017 | "I Got The Blues" | 90    |
| 2017 | "Liar"            | 90    |
| 2017 | "No"              |       |

## Giras y conciertos
| Año  | Nombre de la gira                        | Fechas                                    | Fechas                                    | Conciertos | Lugar |
| Año  | Nombre de la gira                        | Comienzo                                  | Finalización                              | Conciertos | Lugar |
| ---- | ---------------------------------------- | ----------------------------------------- | ----------------------------------------- | ---------- | --- |
| 2017 | South Club the 1st Concert               | 18 de noviembre (Hyundai Card Understage) | 19 de noviembre (Hyundai Card Understage) | 2          | Ver listaLocalización # 18 de noviembre (Hyundai Card Understage) Seúl 1. 19 de noviembre (Hyundai Card Understage) Seúl                                                                                      |
| 2018 | South Club 1st FanMeeting in Europe      | 20 de abril (Underworld Camden)           | 29 de abril (Die Kantine)                 | 4          | Ver listaLocalización # 20 de abril (Underworld Camden) Londres, Reino Unido 1. 23 de abril (Sala But) Madrid, España 2. 27 de abril (Le Trabendo) París, Francia 3. 29 abril (Die Kantine) Colonia, Alemania |
| 2018 | Summer Memory: South Club 1st Japan Tour | 20 de junio (amHALL)                      | 23 de junio (Shinjuku Loft)               | 3          | Ver listaLocalización # 20 de junio (amHall) Osaka 1. 21 de junio (ElectricLadyLand Aichi 2. 23 de junio (Shinjuku Loft) Tokyo(2 shows)                                                                       |